# Joanna Christie
Joanna Lauren Christie (Huddersfield, 10 april 1982) is een Britse actrice en zangeres. Ze is bekend door haar rol in het toneelstuk Equus (2007) met Daniel Radcliffe, maar vooral door haar rol als Meisje in de Broadway-musical Once.  In de Netflix-serie Narcos speelde Christie Connie Murphy, een van de hoofdpersonen. 

## Biografie
Christie is geboren en getogen in Huddersfield in West Yorkshire. Christie's moeder, Sue, is een koordirigent en zangeres. Haar vader Paul, die in 2012 overleed, was projectontwikkelaar. 
Op 13-jarige leeftijd kreeg ze een muziekbeurs kreeg om fluit, piano en zang te studeren aan de Oundle School in Northamptonshire. Vijf jaar later verhuisde ze naar Londen om drama te gaan studeren  aan de Mountview Academy of Theatre Arts te volgen. Haar broer Luke is muzikant, zanger en songwriter. Christie was onderdeel van de band van haar broer: Luke J Christie & The Held Breath.
Ze sloot zich op haar 17e aan bij het National Youth Theatre, waar ze doorbak met haar rol in Immaculate Conceit, een toneelstuk over een stripper die zwanger is van de volgende messias. Daarna speelde ze kleine rollen op televisie. In 2005  was ze een jaar deel van  het New Voices collectief, dat  door Kevin Spacey was opgericht aan de Old Vic. Spacey, die de acteurs selecteerde, vond dat zij de beste nieuwe acteurs van dat moment waren.
In 2006 toerde zij vijf maanden door India met Shakespeare's Een Midzomernachtsdroom . Na terugkeer in Groot-Brittannië had ze wat werk betreft een mager jaar; ze had het acteren bijna opgegeven toen ze de rol van Jill Mason kreeg in de productie van Peter Shaffer's bekroonde toneelstuk Equus in het Gielgud Theatre. Ze werd uit meer dan 300 andere actrices gekozen en maakte met deze rol haar debuut op het West End.
In 2015 kreeg Christie In de Netflix-serie "Narcos" de rol van Connie Murphy, een van de hoofdpersonen. Zij speelde deze rol in serie 1 en 2.

## Filmografie
Televisie
| Jaar      | Titel             | Rol               | Opmerkingen           |
| 2005      | Holby City        | Victoria Walsh    |                       |
| 2005      | No Angels         | Kirsty Lanning    |                       |
| 2008      | Inspector Lewis'  | Sarah Kriel       |                       |
| 2008      | Star              | Star              |                       |
| 2008      | Small Dark Places | Christine Welling |                       |
| 2011      | Misfits           | Jo                |                       |
| 2012      | Doctors           | Kerry Longley     |                       |
| 2012      | Starlings         | Nurse Trudy       |                       |
| 2013      | Mr Selfridge      | Young Suffragette |                       |
| 2015–2016 | Narcos            | Connie Murphy     | Main Cast 14 episodes |
| 2017      | Elementary        | May               | 2 episodes            |
| 2019      | The Blacklist     | Olivia Olson      | 1 episode             |

Theater
| Jaar | Titel                           | Rol                      | Opmerkingen               |
| 1999 | Immaculate Conceit              | Sofia                    | Lyric Hammersmith         |
| 2005 | A Course in A Restaurant        | Julie                    | The Old Vic               |
| 2005 | Carsinoma                       | Collette                 | The Old Vic               |
| 2006 | Alice's Midsummer Night's Dream | Alice                    | City Palace               |
| 2007 | Equus                           | Jill Mason               | Gielgud Theatre           |
| 2008 | One Night in November           | Katie Stanley            | Belgrade Theatre          |
| 2009 | School For Scandal              | Maria                    | Greenwich Theatre         |
| 2009 | Doctor Faustus                  | Evil Angel/Helen of Troy | Greenwich Theatre         |
| 2012 | Bloody Poetry                   | Claire Clairmont         | Jermyn St Theatre         |
| 2013 | Once                            | Girl                     | Bernard B. Jacobs Theatre |